# Anna Fisher
Anna Lee Fisher (New York, 24 augustus 1949) is een Amerikaans voormalig ruimtevaarder. Ze was de eerste moeder in de ruimte. In 2006 verliet zij NASA en ging zij als astronaut met pensioen. 
Fisher’s eerste en enige ruimtevlucht was STS-51-A met de spaceshuttle Discovery en vond plaats op 8 november 1984. Tijdens de missie werden twee satellieten gelanceerd en twee andere vanuit een verkeerde baan terug naar de aarde gehaald.